# Carolin Leonhardt
Carolin Leonhardt (ur. 22 listopada 1984) – niemiecka kajakarka, dwukrotna medalistka olimpijska z Aten.
Igrzyska w 2004 były jej jedyną olimpiadą. Ma w dorobku szereg medali mistrzostw świata, wywalczonych w latach 2005-2009, w tym pięć złotych.